# Rhynchostylis
Rhynchostylis é um género botânico pertencente à família das orquídeas (Orchidaceae).

## Espécies[1]
- Rhynchostylis coelestis (Rchb.f.) Rchb.f. ex H.J. Veitch (1891)
- Rhynchostylis gigantea (Lindl.) Ridl. (1896)
- Rhynchostylis retusa (L.) Blume (1825) - Espécie-tipo